# All for Love (Lied)
All for Love ist ein Lied des kanadischen Musikers Bryan Adams und der britischen Musiker Rod Stewart und Sting aus dem Jahr 1993. Es wurde von Adams, Michael Kamen sowie Robert Lange geschrieben und erschien am 16. November 1993 als Single aus dem Soundtrack zu Die drei Musketiere.

## Hintergrund
All for Love wurde von Adams, Lange und Kamen geschrieben und von Adams mit Chris Thomas und David Nicholas produziert. Es erschien im November 1993 über die Label A&M Records bzw. Hollywood Records als Single. Es handelt sich um eine Rock-Ballade, die von Gitarren und Klavier begleitet wird und in der sich die drei Sänger den Leadgesang teilen. Der Songtext ist inspiriert vom Motto der drei Musketiere, „einer für alle und alle für einen“. („… Let’s make it! / All for one and all for love …“).

## Musikvideo
Auch ein Musikvideo wurde zu dem Song gedreht. Es zeigt zunächst die Ankunft der drei Sänger an einem Auftrittsort, sie lachen und scherzen. Dann spielen und singen sie den Song gemeinsam. 1994 nahm Adams eine Liveversion mit Luciano Pavarotti, Andrea Bocelli, Nancy Gustafson und Giorgia Todrani auf. Koautor Michael Kamen war als Dirigent des Orchesters tätig.

## Rezeption

### Charts und Chartplatzierungen
All for Love avancierte zum Nummer-eins-Hit in diversen Ländern, darunter Deutschland, Kanada, Österreich, der Schweiz und den Vereinigten Staaten.
| ChartsChartplatzierungen       | Höchstplatzierung | Wochen |
| ------------------------------ | ----------------- | ------ |
| Deutschland (GfK)              | 1 (25 Wo.)        | 25     |
| Kanada (MC)                    | 1 (22 Wo.)        | 22     |
| Österreich (Ö3)                | 1 (18 Wo.)        | 18     |
| Schweiz (IFPI)                 | 1 (27 Wo.)        | 27     |
| Vereinigte Staaten (Billboard) | 1 (22 Wo.)        | 22     |
| Vereinigtes Königreich (OCC)   | 2 (13 Wo.)        | 13     |

| ChartsJahrescharts (1994)      | Platzierung |
| ------------------------------ | ----------- |
| Deutschland (GfK)              | 9           |
| Kanada (MC)                    | 1           |
| Österreich (Ö3)                | 3           |
| Schweiz (IFPI)                 | 7           |
| Vereinigte Staaten (Billboard) | 8           |
| Vereinigtes Königreich (OCC)   | 37          |

In den Bravo-Jahrescharts 1994 erreichte All for Love mit 181 Punkten den 19. Platz.

### Auszeichnungen für Musikverkäufe
| Land/Region                  | Auszeichnungen für Musikverkäufe (Land/Region, Auszeichnung, Verkäufe) | Verkäufe  |
| ---------------------------- | ---------------------------------------------------------------------- | --------- |
| Australien (ARIA)            | Platin                                                                 | 70.000    |
| Deutschland (BVMI)           | Gold                                                                   | 250.000   |
| Japan (RIAJ)                 | Gold                                                                   | 50.000    |
| Neuseeland (RMNZ)            | Gold                                                                   | 5.000     |
| Österreich (IFPI)            | Gold                                                                   | 25.000    |
| Schweden (IFPI)              | Gold                                                                   | 25.000    |
| Vereinigte Staaten (RIAA)    | Platin                                                                 | 1.000.000 |
| Vereinigtes Königreich (BPI) | Silber                                                                 | 200.000   |
| Insgesamt                    | 1× Silber · 5× Gold · 2× Platin ·                                      | 1.625.000 |

Hauptartikel: Bryan Adams/Auszeichnungen für Musikverkäufe

## Coverversionen
Im Jahr 2003 veröffentlichten die ehemaligen Star-Search-Teilnehmer Martin Kesici, Thomas Wohlfahrt und Michael Wurst, zusammen mit den Berlinern Symphoniker eine Coverversion zu All for One. Das Stück erschien am 10. November 2003 als Single durch Polydor, der Vertrieb erfolgte durch die Universal Music Group. Die Single erreichte erstmals am 24. November 2003 die deutschen Singlecharts auf Rang 25, was zugleich die beste Chartplatzierung war, insgesamt platzierte sich das Lied acht Wochen in den Top 100. In der Schweiz stieg die Single erstmals am 14. Dezember 2003 in die Charts und erreichte bei fünf Chartwochen mit Rang 71 seine beste Chartplatzierung.